# Listă de orașe din Terra Nova și Labrador, Canada
Listă alfabetică de orașe din Terra Nova și Labrador, Canada

## Orașe mari
- Corner Brook
- Mount Pearl
- St. John's

## Orașe
| - Admirals Beach - Anchor Point - Appleton - Aquaforte - Arnold's Cove - Avondale - Badger - Baine Harbour - Baie Verte - Bauline - Bay Bulls - Bay de Verde - Bay L'Argent - Bay Roberts - Baytona - Beachside - Bellburns - Belleoram - Bide Arm - Birchy Bay - Bird Cove - Bishop's Cove - Bishop's Falls - Bonavista - Botwood - Branch - Brent's Cove - Brighton - Brigus - Bryant's Cove - Buchans - Burgeo - Burin - Burlington - Burnt Islands - Campbellton - Cape Broyle - Cape St. George - Carbonear - Carmanville - Cartwright - Centreville-Wareham-Trinity - Chance Cove - Change Islands - Channel-Port aux Basques - Chapel Arm - Charlottetown (Labrador) - Clarenville - Clarke's Beach - Coachman's Cove - Colinet - Colliers - Come By Chance - Comfort Cove-Newstead - Conception Bay South - Conception Harbour - Conche - Cook's Harbour - Cormack - Cottlesville - Cow Head - Cox's Cove - Crow Head - Cupids - Daniel's Harbour - Deer Lake - Dover - Duntara - Dildo - Eastport - Elliston - Embree - Englee - Fermeuse - Ferryland - Flatrock - Fleur de Lys - Flower's Cove - Fogo - Forteau - Fortune - Fox Cove-Mortier - Fox Harbour - Frenchman's Cove - Gallants - Gambo - Gander - Garnish - Gaskiers-Point la Haye - Gaultois - Gillams - Glenburnie-Birchy Head-Shoal Brook - Glenwood - Glovertown - Goose Cove East - Grand Bank - Grand Falls-Windsor - Grand le Pierre - Greenspond - Hampden - Hants Harbour - Happy Adventure - Happy Valley-Goose Bay - Harbour Breton - Harbour Grace - Harbour Main-Chapel's Cove-Lakeview - Hare Bay - Heart's Content - Heart's Delight-Islington - Heart's Desire - Hermitage-Sandyville - Holyrood - Hopedale - Howley - Hughes Brook - Humber Arm South - Indian Bay - Irishtown-Summerside - Isle aux Morts - Jackson's Arm - Joe Batt's Arm-Barr'd Islands-Shoal Bay - Jacques Fontaine - Keels - King's Cove - King's Point - Kippens - Labrador City - Lamaline - L'Anse-au-Clair - L'Anse-au-Loup - Lark Harbour - La Scie - Lawn - Leading Tickles - Lewin's Cove - Lewisporte - Little Bay - Little Bay East - Little Bay Islands - Little Burnt Bay - Little Catalina - Logy Bay-Middle Cove-Outer Cove - Long Harbour-Mount Arlington Heights - Little Heart's Ease - Lord's Cove - Lourdes - Lumsden - Lushes Bight-Beaumont-Beaumont North - McIvers - Main Brook - Makkovik - Mary's Harbour - Marystown - Massey Drive - Meadows - Middle Arm - Miles Cove - Millertown - Milltown-Head of Bay d'Espoir - Milton - Ming's Bight - Morrisville - Mount Carmel-Mitchells Brook-St. Catherines - Mount Moriah - Musgrave Harbour - Musgravetown - Nain - New Perlican - New-Wes-Valley - Nipper's Harbour - Norman's Cove-Long Cove - Norris Arm - Norris Point - Northern Arm - North River - North West River - Old Perlican - Otterbury, Newfoundland and Labrador - Pacquet - Paradise - Parker's Cove - Parson's Pond - Pasadena - Peterview - Petty Harbour-Maddox Cove - Pilley's Island - Pinware - Placentia - Point au Gaul - Point Lance - Point Leamington - Point May - Point of Bay - Pool's Cove - Port Anson - Port au Choix - Port au Port East - Port au Port West-Aguathuna-Felix Cove - Port Blandford - Port Hope Simpson - Port Kirwan - Port Rexton - Port Saunders - Portugal Cove South - Portugal Cove-St. Philip's - Postville - Pouch Cove - Raleigh - Ramea - Red Bay - Red Harbour - Reidville - Rencontre East - Renews-Cappahayden - Rigolet - Riverhead - River of Ponds - Robert's Arm - Rocky Harbour - Roddickton - Rose Blanche-Harbour le Cou - Rushoon - St. Alban's - St. Anthony - St. Bernard's-Jacques Fontaine - St. Brendan's - St. Bride's - St. George's - St. Jacques-Coomb's Cove - St. Joseph's - St. Lawrence - St. Lewis - St. Lunaire-Griquet - St. Mary's - St. Pauls - St. Shott's - St. Vincent's-St. Stephen's-Peter's River - Sally's Cove - Salmon Cove - Salvage - Sandringham - Savage Cove-Sandy Cove - Seal Cove (Fortune Bay) - Seal Cove (White Bay) - Seldom-Little Seldom - Shoal Harbour - Small Point-Adam's Cove-Blackhead-Broad Cove - South Brook - Southern Harbour - South River - Spaniard's Bay - Springdale - Steady Brook - Stephenville - Stephenville Crossing - Summerford - Sunnyside - Summerside - Stoneville - Terra Nova - Terrenceville - Tilt Cove - Tilting - Torbay - Traytown - Trepassey - Trinity Bay North - Trinity - Triton - Trout River - Twillingate - Upper Island Cove - Victoria - Wabana - Wabush - Westport - West St. Modeste - Whitbourne - Whiteway - Winterland - Winterton - Witless Bay - Woodstock - Woody Point - York Harbour |